# Joanne (cançó)

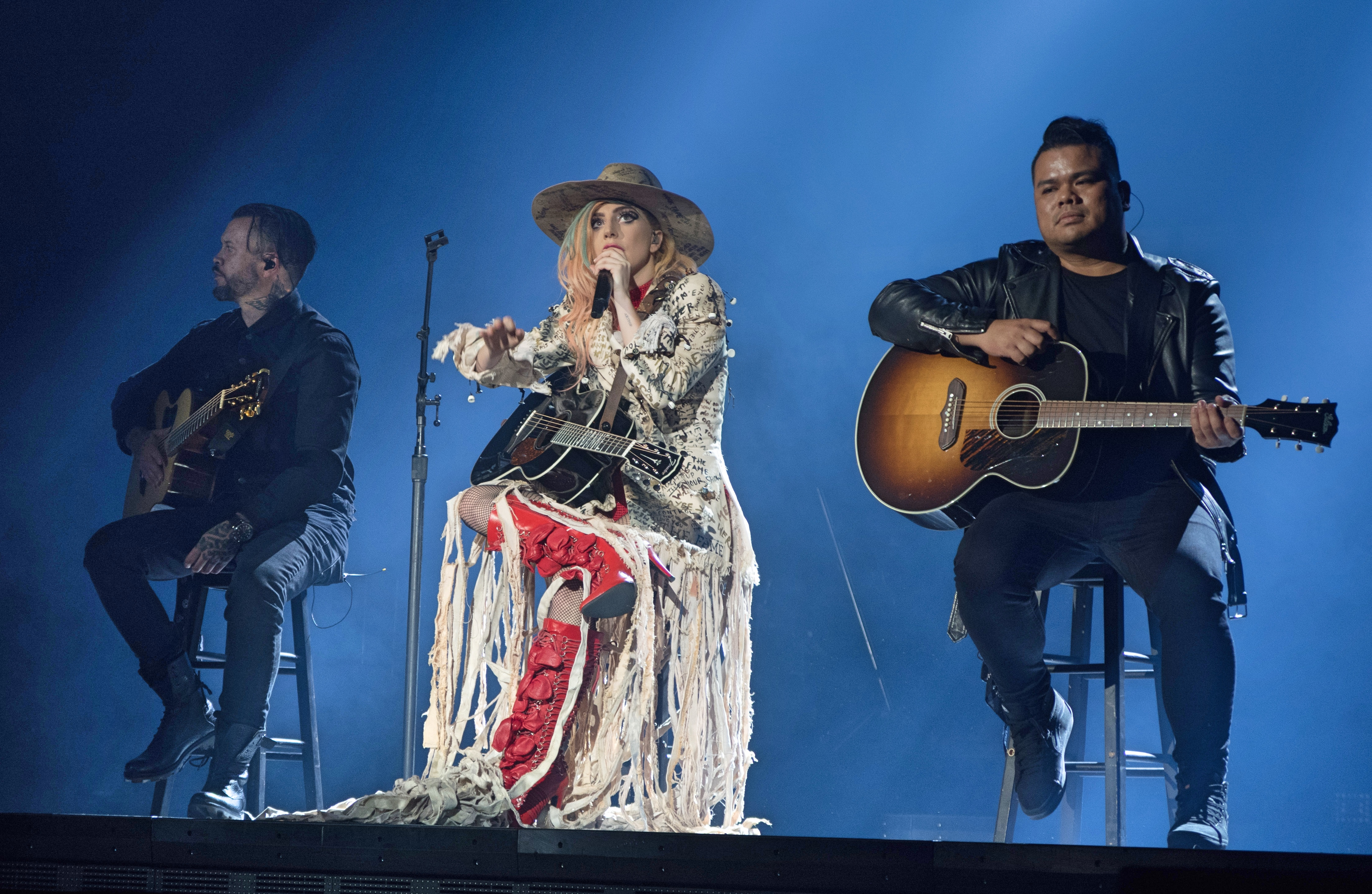
Lady Gaga interpretant la cançó "Joanne" l'any 2017.

"Joanne" és una cançó gravada per l'artista americana Lady Gaga, per al seu cinquè àlbum d'estudi, Joanne (2016)."Joanne fou escrit per Gaga i Mark Ronson,la pista fou produïta per Gaga,Ronson i BloodPop, musicalment, és una cançó country, que dona homenatge a la tia paternal morta de Gaga del mateix nom. "Joanne" es col·locà als xarts de França i Regne Unit.

## Composició
"Joanne" és una cançó balada country acústica, la cançó dona homenatge a la tia paternal del mateix nom, qui va morir a l'edat de 19 anys per lupus, abans que Gaga naixés. A 2011, Gaga va dir, "mai la vaig conèixer, però ha estat una de les figures més importants a la meva vida." Gaga ha anomenat la cançó, "el veritable cor i ànima de la gravació."

## Recepcions crítiques
NME's Emily Mackay va escriure sobre la cançó, dient que fou "una cançó de gran bellesa simple, més tendra que qualsevola altra cosa que Gaga hagi fet abans, mostrant el poder emotiu més que la força d'aquesta gran veu." Sal Cinquemani de Siant Magazine li donà a la cançó una crítica positiva a comparació amb altres balades a l'àlbum. Afirmant que la cançó "compta amb un ganxo sublim i una actuació vocal relativament moderada". Patrick Bowman de Idolator va dir, "Joanne" és definitivament el millor exemple de l'estètica real i personal de Gaga que ha estat parlant abans del llançament de l'àlbum ple de picking de guitarra i sense dubte el seu millor vocal." 

## Presentacions en viu
Gaga ha presentat "Joanne" al seu Dive Bar Tour una breu gira promocional de tres dies de bars als Estats Units. Ha presentat també la cançó en News Zero al Japó.

## Llistes
"Joanne" debutà i va aconseguir al nombre 190 a França, acordant al National Syndicate of Phonographic Publishing. També, va aconseguir el nombre 154 a Regne Unit. I nombre 45 en Pop Digital Songs, llista addicional dels Estats Units.